# Islam
 Ovo je glavno značenje pojma Islam. Za druga značenja pogledajte Islam (razdvojba).
Islam (arapski: الإسلام; latinično: al-'islām, predanost Bogu), monoteistička svjetska religija utemeljena je u Arabiji u VII. stoljeću. Utemeljio ju je Muhammed, a njezini sljedbenici nazivaju se muslimani. Pripada tipu objavljene i pravne religije. Islam znači religiju (din), stav predanosti Bogu (iman) i civilizaciju (ovozemaljsko uređenje zajednice po islamskim zakonima). Islamska era počinje 622., kad se Muhammed sa svojim pristašama seli iz Meke (gdje su se tadašnji Arapi protivili širenju islama) u Medinu (hidžra).

## Nastanak i izvori
Islam se razvija u VII. stoljeću u polunomadskome politeističkom društvu Arabijskog poluotoka, gdje je već bilo gradova s trgovačkom elitom. Karavane iz Meke i Jathriba (Medina) prometuju sa Sirijom i Palestinom, koje su onda bile unutar kršćanskoga Bizantskog Carstva. Na sjeveroistoku je zarathustrističko Perzijsko Carstvo, na jugu nestorijanski Jemen, a na zapadu, s one strane Crvenog mora, monofizitska Etiopija. U Medini i nekim drugim arapskim gradovima živjele su dobro organizirane židovske zajednice.
Islam, poput judaizma i kršćanstva, njeguju strog monoteizam. Islam je nastao usavršavanjem prethodnih abrahamskih religija. Kako su se razvijali narodi i njihova svijest, tako su se mijenjali propisi. Muslimanima se smatraju ne samo sljedbenici Muhammeda, već i ljudi koji su kao Božje poslanike i Božje robove prihvatili Abrahama (Ibrahima a.s.), Mojsija (Musu a.s.), Isusa (Isaa a.s.)i td.
Kabu su predislamski Arapi preuzeli od pravovjernih čistunaca tzv. hanifa, monoteista. Poligamija je kod predislamskih Arapa označavala moć i prestiž. U islamu je, pak, imala cilj da zbrine udovice palih boraca. Musliman ne smije oženiti drugu ženu bez pristanka prve, niti smije oženiti treću bez pristanka prve dvije, niti četvrtu bez pristanka prve tri. Svaku je ženu dužan darivati u istoj mjeri i nijednu ne smije preferirati. Unatoč tim složenim poticajima i utjecajima, islam će se oblikovati kao originalna religija, plod arapskoga religijskog iskustva. 
Četiri su izvora islamskog zakona:
1. kuranska objava (Kuran)
2. Muhamedove upute i praktični primjeri (sunet i hadis)
3. jednodušna suglasnost velikih islamskih zakonoznanaca ('idžma)
4. teološko razmišljanje, logičke prosudbe po analogiji (kijas)

## Vjerovanje
Islamsko vjerovanje (akaid) sadrži šest temeljnih vjerskih istina, koje vjernik prihvaća dragovoljno, u njih čvrsto vjeruje i ispovijeda ih na arapskom jeziku, na sljedeći način:

#### Bog – Alah
Prva i temeljna istina vjere glasi: Amentu-bilahi - Ja vjerujem u Alaha. Bez nje čovjek ne može biti musliman. Označava vjerovanje u jednoga Boga – Alaha, stvoritelja i nestvorena, svemogućeg i milosrdnog, koji je slao objave preko poslanika svim ljudima. Islam njeguje strogi monoteizam, tako da je jedino Alah bog i jedino on ima božanska svojstva, dok pripisivanje tih svojstava bilo kome drugome (širk) predstavlja teški grijeh koji izravno izvodi iz vjere. Alah je stvoritelj i upravitelj svemira, oduvijek i zauvijek živi, nije rodio, niti je rođen, i nitko mu ravan nije. On sve zna, sve vidi i sve čuje. Alahov lik nikome nije poznat, ali će čast da vide njegovo lice i s njime razgovaraju imati samo oni vjernici najčvršćega vjerovamja, koji su zaslužili da budu na najvišoj, sedmoj razini Raja.

#### Meleci
Druga temeljna istina glasi: Ve melai-ketihi - I vjerujem u Njegove anđele (meleke), bezgriješna duhovna bića stvorena od svjetla (nur) kako bi služila Alahu, pokoravala mu se i izvršavala njegove naredbe. Njihova je dužnost veličati boga i izvršavati zadatke koje im je on dao, a odnose se na održavanje svemira, navođenje ljudi na dobro i bilježenje njihovih djela, kažnjavanje nevjernika, nošenje Alahovog prijestolja i sl. Najpoznatiji meleki su: Džibril (Gabrijel), Mikail (Mihael), Azrail (Melek smrti) i Israfil (Rafael). Meleci su bezgriješni, ne jedu, ne piju, nisu muškog ni ženskog roda, stvoreni su od svjetla i žive od veličanja Alaha. Njihov broj poznat je samo Alahu. Ova ispovijest podrazumijeva i vjerovanje u ostale dvije skupine duhovnih bića, to su džini i njihovi zli pripadnici šejtani, koji su suprotnost od meleka, ljudima čine zlo i nagovaraju ih na grijehe i nevjerovanje, a njihov je vladar Iblis (Sotona, prkosnik).

#### Objave
Treća temeljna istina glasi: Ve kutubihi - I vjerujem u Njegove Knjige (Objave), to je vjerovanje u sve četiri pisane objave, koje su objavljene poslanicima: 
- Tevrat (Tora), objavljena Musi, muslimani vjeruju da su njen sveti tekst Židovi previše izmijenili i prepravili kako bi njima odgovarao
- Zebur (Psalmi Davidovi), objavljen Davudu, muslimani smatraju da je i to govor Alahov, a ne djelo Davidovo, te da su i njega Židovi obezvrijedili, izmijenili i oskvrnuli pretvorivši ih u pjesme
- Indžil (Evanđelje), objavljen Isau, muslimani smatraju da su Židovi i Indžil izmijenili, prikazujući Isu kao sina Božjega (i tako počinili širk), i time u potpunosti obezvrijedili ovu objavu, te odveli kršćane u zabludu
- Kuran, objavljen Muhamedu, najveća je Alahova objava, pečat svih prijašnjih objava, jedina neizmijenjena i neoskvrnuta objava, direktno i bez izmjene prenesen govor Alaha, temelj islamskog vjerovanja i zakona, uputa za život svakome muslimanu.

Osim velikih Alahovih objava, postoje i one male kojih ima mnogo, a to su: suhufi (svitci) - njih ima 100 (dakle ukupno postoje 104 Alahove pisane objave), i njih su primili vjerovjesnici Adem, Šit, Idriz, Nuh, Ibrahim, te risale(poslanice) i kelime (riječi), koje je Alah upućivao raznim narodima, preko njihovih vjerovjesnika. 

#### Proroci
Četvrta temeljna istina glasi:Ve rusulihi - I vjerujem u Njegove poslanike i proroke, to je vjerovanje u proroke, odnosno poslanike, ljude za koje se zna da su poslani od Boga, kako bi na pravi put izveli narode koji su zalutali, uzoholili se, postali bogohulni ili činili nered na Zemlji. U Kuranu ih je spomenuto dvadeset pet, a najpoznatiji su: Adem (Adam), Nuh (Noa), Ibrahim (Abraham), Musa (Mojsije), Isa (Isus) i Muhamed. Muhamed je naveo da je najviše proroka poslano Židovima, te da su oni većinu njih prognali ili ubili, i da je Alah ljudskom rodu poslao 124 000 proroka. Svakom proroku Alah je dao mudžize, natprirodne sposobnosti, kako bi dokazali nevjernicima da su doista poslani od Boga. Muslimani su dužni poštovati i vjerovati u proroštvo svih u Kuranu spomenutih proroka, a Muhameda moraju slijediti, poštovati i prakticirati sve ono što je on za života radio (sunnet), te čvrsto vjerovati u sve ono što mu je od Boga objavljeno. Muslimani nakon imena svakog proroka dodaju i uzrečicu alejhi-s-selam (skraćeno: a.s.), što znači: Neka je mir i spas Božji na njega.

#### Sudnji dan
Peta temeljna istina vjere glasi:Ve li-jevmil-ahiri - I vjerujem u Sudnji dan, odnosno kraj svemira i početak vječnog života. Ovaj događaj, prema islamskom nauku, ima dvije etape:
- Kraj svijeta (Jevm al-kijameh) - Dan uništenja, to je dan kada će cijeli svemir biti uništen, Israfilovim prvim puhanjem u rog, dan kada će sve živo pomrijeti. Prije potpune propasti, na Zemlji će se strašnim potresom poravnati brda i doline, a od silne vrućine, Zemlja će postati bijela.
- Sudnji dan (Jevm al-ahir)- Dan polaganja računa pred Alahom, kada će svi ljudi, stojeći pred vagom Mizan, koja će biti postavljena ispred Božjeg prijestolja, odgovarati za učinjena djela, dobra ili loša, te će sukladno tome biti raspoređivani u Džennet ili Džehennem. Taj će dan nastupiti Israfilovim drugim puhanjem u rog, kada će sve mrtvo oživjeti. Ljudi će odgovarati prema knjizi svojih djela, koju su sastavili meleci Kiramen-katibin. Alah je u Kuranu obećao milost svima koji vjeruju, a Muhamed je svojim sljedbenicima obećao svoj šefat (zauzimanje kod Alaha za njih), ekskluzivno pravo koje imaju samo Muhamed i oni koji su poginuli na Alahovom putu (šehidi). Kršćanima i Židovima bit će ukazana milost,pa će im biti suđeno prema njihovim Knjigama, Tevratu, Zeburu i Indžilu, ali originalnim verzijama, ne onima koje su oni izmijenili. Oni koji su priznali poslaničku misiju Muhameda, mogu ući u Džennet, ili odslužiti kaznu u Džehenemu, pa onda ući u Dženet.

O ova dva događaja najsažetije i najzornije su opisana 99. surom Kurana, Al-Zilzal - Zemljotres. Muhamed navodi da je između ova dva dana razmak 40, međutim ne i čega (dana, godina, stoljeća...) Muslimani moraju vjerovati u ove događaje i tražiti od Alaha svakodnevno milost, spas i oprost na Sudnjem danu, te se uzdati u Muhamedov šefat.

#### Predodređenje
Šesta temeljna istina vjere glasi: Ve bil kaderi hajrihi ve šerihi minalahi teala - I vjerujem da sve što se događa biva Alahovom voljom i određenjem, dakle vjerovanje u predodređenje (kader). To znači da sve što se događa biva Alahovom voljom i određenjem, i nitko drugi ne može to promijeniti. Nije, međutim, predodređeno da li će ljudi izabrati put dobra ili zla, to je u njihovim rukama, a Alah unaprijed zna njihov izbor, i nadahnjuje onoga koga hoće. Vjernici vjeru u ovu istinu posebno moraju iskazati kada ih zadesi neka poteškoća (bolest, smrt bližnjih, siromaštvo...) vjerujući da o tako mora biti, jer Bog tako hoće i najbolje zna razloge za sve što je predodredio. Sudbinu cijelog svemira Alah je predodredio prije nego što ga je stvorio, te je naredio da se ona zapiše na Levhil Mahfuzu - Ploči Pomno Čuvanoj.

#### Dodirne točke s kršćanstvom
Muslimani vjeruju u Isu (Isusa) ali vjerovanje da je on Bog smatraju najvećim grijehom (širk). U Kuranu, jedina žena spomenuta imenom je Merjem (Marija), majka Isusova. Prema islamskom učenju, Merjem je začela bezgrešno i Božjom voljom, a njen je sin samo Božji poslanik i Božji rob, a ne Božji sin. Kada je Isa čuo da ga neki sljedbenici proglašavaju Bogom i sinom Božjim, pao je na koljena i molio Stvoritelja za oprost. Tako je nastala večernja molitva.

## Bogoštovlje i vjerska praksa

### Pet stupova islama
Po islamskom učenju čovjek je religiozno biće. To se očituje ukupnim životom vjernika, a na poseban način u bogoštovnim činima (ibadet). To čini i svjetovni život (muamalat), gdje svaki musliman mora imati dobre međuljudske odnose sa svim ljudima. Stoga,sve što je dobro i pozitivno islam prihvaća, a sve što je loše kategorički odbacuje. U islamu je pet bogoštovnih dužnosti, pet stupova (arkan) islama. Te dužnosti se tiču svakog zdravog, pametnog i punoljetnog muslimana. To su islamski šarti, odnosno praktične dužnosti islama:

#### Ispovijedanje vjere (šehadet)
Vjernik ispovijeda svoju pripadnost islamu izgovarajući šehadet: "Ešhedu en la ilahe ilallah, ve ešhedu en muhammeden abduhu ve resuluhu!", što znači: "Vjerujem i očitujem da nema drugog Boga, osim Alaha, i vjerujem i očitujem da je Muhamed Božji rob i Božji poslanik!". Ako osoba želi prijeći na islam, potrebno je da pred imamom, svećenikom, izgovori ove riječi. Svaki musliman dužan je ove riječi izgovarati više puta dnevno, a to i čine u sklopu pet dnevnih molitvi, gdje se ove riječi spominju najmanje dva puta.

#### Molitva (namaz)
Namaz ili salat je obredna molitva koju je svaki vjernik dužan obavljati svakodnevno pet puta, u točno određeno vrijeme, pri čemu se mora okrenuti prema Kabi u Meki. Postoje jutarnja, podnevna, poslije podnevna, večernja i noćna molitva. Molitva se sastoji od recitiranja Kurana, formuliranih molitava i različitih pokreta i položaja tijela. Vjernik mora biti čist da bi obavljao molitvu, a to se postiže ritualnim pranjem - abdestom. Skupna molitva (džemat) je mnogo bolja i vrednija, a obavlja se u džamiji ili na nekom drugom čistom mjestu, a predvodi je imam. Pokuđeno je i nepoželjno (mekruh) je da se molitva obavlja u vrijeme izlaska ili zalaska sunca i kada je sunce na polovini neba. Početak određenog namaskog vremena se oglašava posebnim pozivom s minareta džamije - ezanom.

#### Post (saum)
U islamu post predstavlja odricanje od jela, pića, pušenja, spolnih i bilo kojih drugih tjelesnih zadovoljstava, ali nepriličnog govora i ponašanja od zore do zalaska sunca, u toku devetog mjeseca islamskog kalendara, ramadana ili ramazana, koji traje trideset ili dvadeset devet dana. Osim toga, u tom blagoslovljenom mjesecu vjernici mnogo više čine i druga bogoštovna djela, te mnogo više posjećuju džamije i čitaju i proučavaju Kuran. Postoje dva obroka u ramazanu, sehur (lakši obrok prije početka posta) i iftar (obilniji obrok nakon završetka posta). Post se započinje i prekida prigodnim molitvama, uz vodu i datulje. 

#### Milostinja (zekat)
Imućni muslimani dužni su od viška svoje imovine udijeliti 2,5% kao milostinju, zekat, za potrebe siromašnih, učenika, bolesnika, starih i iznemoglih, ali i onih koji su tek prešli na islam. Novac od zekata pak ne smije ići onima koji su u bližoj rodbinskoj vezi s davateljem. Islamska zajednica svake zemlje ima ustanovu za prikupljanje zekata. Zekat se daje na novac, zlato, srebro, stoku, poljoprivredne proizvode (žitarice, voće, povrće, med.), po točno utvrđenoj tarifi. Osim zekata, postoji i vitra, a to je dobrovoljna milostinja, dok je zekat obvezan svakome tko ispunjava uvjete za njega.

#### Hodočašće (hadž)
Barem jednom u životu mora se, tko to može, uputiti na hodočašće u Meku. To hodočašće je složen skup rituala koji se obavljaju u Meki i njenoj okolici, pri čemu hodočasnici, hadžije, moraju biti čisti i obučeni u ihrame - posebna bijela odijela. Da bi otišao na hadž, vjernik mora vratiti sve dugove, pomiriti se s onima s kojima se prije posvađao i ostaviti obitelji dovoljno novca za normalan život dok njega nema. Hadž se mora financirati isključivo halal novcem. Hadž se obavlja između 8. i 12. mjeseca islamskog lunarnog kalendara. Osim hadža postoji i umra, a to je dobrovoljno hodočašće u Meku, koje se može obaviti u bilo koje doba godine.

### Učenje Kurana (Kiraet)
Recitiranje, odnosno čitanje i proučavanje Kuranskog teksta (kiraet) jedan je od najvećih bogoštovnih činova. Ono predstavlja posebnu duhovnu aktivnost u životu svakog vjernika. Da bi vjernik mogao učiti Kuran mora biti čist, dakle obaviti vjersko pranje (abdest), odjeven u čistu odjeću (vjernice moraju biti odjevene kao i za namaz, dakle pokriti sve osim lica, šaka i nogu do iza članaka), sjesti na lijepo mjesto, okrenuti se prema Kibli (Kabi u Meki), te lijepim i razgovijetnim glasom, smireno i skrušeno recitirati Kuranski tekst. Vjernik mora biti koncentriran na recitiranje i nastojati razumjeti tekst, pa su zbog toga najčešće u uporabi Mushafi (zbirke Kuranskog teksta) s prijevodom na jezik kojim vjernik govori i tumačem nepoznatih pojmova. Također, postoji skup pravila recitiranja Kurana, koji se naziva tedžvid i koji bi svaki vjernik trebao poznavati, uz arapsko pismo (sufar). Iako bi recitiranje Kurana moralo biti svakodnevna navika vjernika, oni to uglavnom čine tijekom svetog mjeseca Ramazana, blagdana i svetih noći, kada se ova vrsta ibadata višestruko nagrađuje. Postoji veliki broj vjernika koji znaju tekst cijelog Kurana napamet - hafizi. Muhamed je obećao vjernicima koji recitiraju i proučavaju Kuran, da će se Sveta Knjiga zalagati za njih na Sudnjem danu. Muslimani se prema Kuranu i njegovoj zbirci, Mushafu, odnose s velikim poštovanjem, tako da je on postavljen na posebno mjesto u kući i umotan u čist i namirisan ubrus.  

### Blagdani
Islamski kalendar (koji se još naziva i Hidžretski kalendar, jer je za početak njegovog računanja uzet najvažniji događaj u povijesti islam - Hidžra) ima 12 lunarnih mjeseci, od kojih je najsvetiji Ramazan, 9. mjesec, mjesec duhovne obnove i preporoda i cijeli se obilježava kao mjesec ibadata (bogoštovlja), te se provodi u svečanom raspoloženju i duhovnom uzdizanju. Petak (jevmul-džuma) je molitveni dan, kad mujezin s minareta (danas preko razglasa) poziva vjernike u džamiju. Ondje imam predvodi zajedničko klanjanje i drži propovijed (hutba). I ponedjeljak (jevmul-isnejn) se smatra blagoslovljenim danom, kada je lijepo započinjati sve važnije i korisnije poslove.
Najvažnija dva islamska blagdana su: 
1. Ramazanski bajram (Eid al-Fitr), obilježava se prvi, drugi i treći Ševvala, po završetku mjeseca Ramazana, veliki je obiteljski blagdan, kada se slavi kraj posta i Božji blagoslov. Muškarci idu u džamiju i nakon sabah-namaza (jutarnje molitve) klanjaju skupno bajram-namaz, koji uključuje i prigodnu bajramsku propovijed. Nakon toga se blagdan čestita svima vjernicima, posjeti se groblje, te se u kućama u blagdanskoj atmosferi darivaju članovi obitelji, nakon čega počinje bajramska gozba, simbol kraja posta. Drugi i treći dan se iskorištava za obilazak rodbine i susjeda. Vjernici moraju biti okupani, lijepo odjeveni i namirisani kako bi obilježili ovaj blagdan.
2. Kurban bajram (Eid al-Adha), obilježava se deseti, jednaesti, dvanaesti, trinaesti i četrnaesti Zul-hidžea, blagdan je žrtve. Na ovaj blagdan svaka obitelj koja to može dužna je pribaviti jedan kurban (žrtvu) ako se radi o stoci sitnog zuba (ovan, ovca, jarac, koza), ili, ako se radi o stoci krupnoga zuba (bik, krava, deva) više obitelji može sudjelovati. Žrtva se žrtvuje u Alahovo ime, po islamskim propisima i dijeli se na tri dijela: jedan obitelj ostavlja sebi, jedan je za rodbinu i susjede, a jedan za siromašne i gladne. Ne može se žrtvovati konj, magarac, perad niti riba. Također, postoji dobna granica za životinje koje se žrtvuju. Bajram namaz, bajramska propovijed, gozba i svi drugi običaji su isti kao i kod Ramazanskog bajrama. Ovaj blagdan predstavlja sjećanje na Ibrahimovu (Abrahamovu) žrtvu i najveći je islamski blagdan.

Osim ovih blagdana u životu svih muslimana veoma važno mjesto zauzimaju i sljedeći blagdani:
1. Nova hidžretska godina, obilježava se prvi Muharrema, blagdan koji se provodi s obitelji, uz prigodnu večeru i molitvu za Božji blagoslov (bereket) u novoj godini.
2. Mevlud, blagdan rođenja Muhameda, obilježava se dvanaesti Rebiul-evvela, kada se vjernici okupljaju u džamijama i, poslije jacije-namaza (noćne molitve), uz recitiranje Kurana, pjevanje pobožnih pjesama (ilahija i kasida), te pripovijesti o Muhamedovom rođenju i životu, prisjećaju se svoga Vjerovjesnika.
3. Dan Ašure  - Dan spasenja, obilježava se 10. Muharrema, dan kada su se dogodili mnogi za islam važni događaji, poput toga da je Nuh (Noa) sa svojom Arkom pronašao kopno, Junusa (Jonu) je riba koja ga je progutala izbacila na obalu i mnogi drugi. Na ovaj veliki dan je lijepo postiti, ali s danom prije ili poslije njega (9. ili 11. Muharrema), a priprema se i blagoslovljeno jelo ašura od 7 do 70 različitih namirnica (voća, povrća, žitarica, meda, začina), u spomen na posljednje dane plovidbe u Nuhovoj (Noinoj) Arci kada su svi članovi posade pretražili Arku i od sakupljenih ostataka hrane skuhali kašasto jelo, te tako preživjeli. Dok je ovo dan radosti za sunije, za šiije je to dan teške žalosti jer je na ovaj dan ubijen Muhamedov unuk Husein, i oni ovaj dan obilježavaju raznim procesijama, udaranjem u prsa i ritualnim bičevanjem.
4. Četiri svete noći, koje obilježavaju važne događaje za islam, i prilika su za iskupljenje grijeha kroz povećano slavljenje Boga (ibadet): Lejletul - regaib ili Noć želja i nadanja - obilježava se prvog četvrtka u mjesecu Redžebu, Lejletul - miradž ili Noć uznesenja Muhameda - obilježava se 26. Redžeba, Lejletul- berat ili Noć čišćenja grijeha - obilježava se 14. Ša'bana i Lejletul - kadr ili Noć sudbine - najsvetija noć,  službeno se obilježava 27. ramazana, ali nije izrijekom kazano koja je noć Kadr, sa sigurnošću se zna da je u posljednjoj desetini mjeseca ramazana.

## Moral i pravo
Premda Kuran sadrži osnovno načelo naravnog zakona (činiti dobro, a izbjegavati zlo) pa i postavku da ljudska djela vrijede po nakani (nijjet) i unutarnjem stavu, islam je tipično pravna religija. Obiteljske, društvene i bogoštovne odnose detaljno propisuje šerijatsko pravo. Šerijat znači put k Bogu, Božji zakon, a on ima četiri izvora (Kuran, Sunnet, Idžma i Kijas). Šerijatsko pravo obuhvaća tri kategorije:
1. Ibadat- bogoštovno pravo
2. Munakehat - bračno-obiteljsko pravo
3. Muamelat- gospodarsko i trgovačko pravo
4. Ukubat- kazneno pravo

Šerijat regulira obveze i zabrane kojih ima nekoliko vrsta:
1. Farz - ono što je Allah neizostavno zapovjedio, poput klanjanja pet dnevnih namaza;
2. Vadžib - ono što je potrebno i ispravno, ali nije Kuranom propisano, poput milostinje koju bi bogati morali dati siromašnima pred Bajramske blagdane, da bi i oni mogli osjetiti radost Bajrama;
3. Sunnet - ono što je u praksi provodio Allahov Poslanik Muhamed a.s., poput klanjanja sunneta pet dnevnih namaza;
4. Mustehab - ono što pohvalno, ali nije zapovjeđeno pa nije grijeh izostaviti, poput pranja zuba;
5. Mendub - ono što ne donosi ni nagradu ni kaznu, poput sjedenja;
6. Mašbuh - ono što je sumnjivo, nepoznato, poput hrane za koju se ne zna sadrži li nedopuštene sastojke (svinjetinu, alkohol, krv...);
7. Mekruh - ono što je nepoželjno, nemilo, pokuđeno, pa mekruh radnje ne smiju biti navikom muslimanima, poput klanjanja u vrijeme izlaska i zalaska sunca, i kada je ono na polovini neba;
8. Haram - ono što je potpuno zabranjeno, konzumiranja alkohola i svinjskog mesa, laganja i sl.

Pravo tumače uleme, a u praksi po njemu sude kadije. Od VII. do IX. stoljeća razvija se islamska pravna znanost (fikh) sa svoje četiri pravne škole (mezheb): hanefijska, malikijska, šafijska i hanbelijska škola. Muslimani u Hrvatskoj uglavnom pripadaju Hanefijskom mezhebu (školi). Sva četiri mezheba ubrajaju se u sunite.
U XIX. i XX. stoljeće šerijatsko pravo doživljava krizu u susretu sa zapadnjačkim laičkim društvom i građanskim pravom. U islamskim zemljama danas se šerijatsko pravo uglavnom zadržalo na području obiteljskog prava (većina zemalja), negdje je zamijenjeno građanskim pravom (Turska), a u nekim je zemljama na snazi u cijelosti (Saudijska Arabija).

## Islamska zajednica (Uma)
Uma se okuplja oko jedinstvenoga dogmatskoga, bogoštovnoga i pravnog sustava. Jedinstvo i raznolikost dva su komplementarna obilježja te religijske zajednice. Jedinstvo proizlazi iz jednostavna i obuhvatna dogmatskog i bogoštovnog sustava, raznolikost iz različitih jezičnih, kulturnih i etničkih zajednica u koje se islam uklopio u prostoru i vremenu. Uma je nastala 622. u Medini kao religijska i politička zajednica, u kojoj se vjersko i društveno, bogoštovno i svjetovno duboko isprepleću. Muhamed je Božji poslanik (prorok), ali i državnik, vojskovođa i diplomat. Izvor političke vlasti nije javno mnijenje te dogovor i ugovor prema njemu, već Alah koji je za to ovlastio svog poslanika. To jedinstvo religijskoga i političkoga kroz povijest će obilježiti Umu i u susretu sa zapadnjačkim društvom, gdje se to dvoje razlikuje i razdvaja, nametnut će muslimanima ozbiljne probleme.
U islamu nema klera u kršćanskom smislu, nego se upućenu svjetovnjaku povjerava određena vjerska služba (mujezin, imam, hatib, muftija). Kako je u središtu islama šerijat i šerijatsko pravo, glavni su vjerski službenici pravnici teolozi (ulema). U islamskim zemljama (dar-ul-islam) muftija je u skladu sa šerijatskim pravom rješavao slučaj i donosio rješenje, a kadija ga provodio u praksi. Kalif je bio više svjetovni i politički zaštitnik islama, a ne vrhovni vjerski poglavar u užem smislu te riječi. Džamija je ne samo bogomolja (kultno mjesto) već i ustanova s popratnom vjerskom školom (mekteb, medresa) i knjižnicom (kutubhana).
Islamska zajednica na samom se svom početku (druga polovina VII. stoljeća) podijelila na sunite, haridžite i šijite. Premda je povod bio borba oko kalifata, ogranci su se s vremenom izdiferencirali pravno i dogmatski. Uz Kuran suniti prihvaćaju još tri izvora islama i šerijatskog prava (sunu, idžmu i kijas). Šijiti osporavaju treći izvor (idžma) i naglašavaju ulogu osobnog istraživanja (idžtihad). Zbog naglašavanja subjektivnog načela religioznog iskustva, šijiti su se dalje raščlanjivali na pojedine sekte (duodecimiti, septimiti, ismailiti, karmati, muteziliti). Novije su sekte šijitskog ishoda ahmadizam i babizam. Čuvajući zajednički dogmatski i bogoštovni okvir, sunizam se raščlanjuje na pravne škole i derviške redove. Suniti tvore većinu (90%) u islamu, šijiti manjinu (10%).

## Rasprostranjenost
Za Muhamedova života (medinska država) islam se proširio čitavim Arabijskim poluotokom, bilo vojnim pobjedama, bilo taktičnim pridobivanjem beduinskih plemena. Za četvorice prvih kalifa (632. – 661.) vojnim osvajanjem se proširio u Siriju, Palestinu, Irak, Perziju, Zakavkazje, Egipat i sjevernu Afriku (zlatno doba islama). Za omejidskih (661. – 750.) i abasidskih (749. – 1258.) kalifa osvojena je berberska Afrika i Španjolska, a na istoku dijelovi Indije i središnje Azije. Osmanlije su proširili islam u Maloj Aziji i po Balkanu. No islam se nije širio samo vojnim osvajanjem već i vjerovjesničkim posredstvom trgovaca i sufijskih bratstava (derviški redovi). Trgovačke karavane proširile su ga crnom Afrikom, a pomorski trgovci (VIII. – XV. stoljeće) jugoistočnom Azijom (Malezija, Indonezija, južni Filipini).
Suvremeni islamski svijet obuhvaća pet kulturoloških zona: arapsku (arapske zemlje i narodi), tursku (Osmanlije, Azerbajdžanci, Turkmeni i dr.), iransko-indijsku (Iran, Afganistan, Pakistan, Bangladeš, muslimani u Indiji), malešku (Malezija i Indonezija) i crno-afričku (Eritreja, Nigerija, Sudan i dr.) zonu. Na tom raznoliku supstratu islam je stoljećima razvijao bogatu, raznoliku i u isto vrijeme jedinstvenu islamsku civilizaciju. U XIX. i XX. stoljeću u islamskom svijetu dolazi do istodobne težnje prema panislamizmu (političko, gospodarsko i duhovno jedinstvo islamskih zemalja i naroda) i prema nacionalizmu (stvaranje posebnih država na jezičnoj, kulturnoj i povijesnoj podlozi, s većim ili manjim stupnjem svjetovnosti).
Islamsko društvo u XX. stoljeću nije bilo imuno ni prema utjecaju socijalističke i komunističke ideologije. Osim toga, postoji težnja povratka izvorima islama i istovremeno nastojanje da se islam prilagodi modernom vremenu (reformizam). Broj muslimana danas (2004.) je teško procijeniti zbog velika raspona u kojem se kreću objavljene brojke (od 800 milijuna do 1,3 milijarde), no, smatra se da je brojka od 1,1 milijarde najbliža stvarnosti.

## Ostalo
- Islamska umjetnost i arhitektura

## Vanjske poveznice
- Islamska zajednica u Bosni i Hercegovini
- Slike svih džamija iz BiH  Arhivirana inačica izvorne stranice od 17. travnja 2021. (Wayback Machine)
- Islamski audio i video sadržaj.  Arhivirana inačica izvorne stranice od 3. rujna 2021. (Wayback Machine) - (audio učenje Kurana, audio prijevod Kurana, audio hadisi, tekstovi...)

- International Coalition Against Political Islam
- No to Political Islam
- Islam u zapadnoj Europi
- Islamic Network - About Islam
- Magazin Islamska misao  Arhivirana inačica izvorne stranice od 14. lipnja 2010. (Wayback Machine)